# Jeux parapanaméricains de 1999
Navigation
Édition suivante
Les Jeux parapanaméricains de 1999 sont la première édition des Jeux parapanaméricains, compétition multisports réservée aux athlètes handisports des Amériques. Ces Jeux se tiennent à Mexico.
1 000 sportifs provenant de 18 pays participent à ces Jeux parapanaméricains, qualificatifs pour les Jeux paralympiques d'été de 2000. Quatre sports sont au programme : l'athlétisme handisport, le basket-ball en fauteuil roulant, la natation handisport et le tennis de table handisport. 
| \| Mexico \| Localisation de Mexico au Mexique |
| Mexico                                         |

## Tableau des médailles
Ci-dessous est présenté le classement des médailles des Jeux parapanaméricains de 2003. Ce tableau est trié par défaut selon le nombre de médailles d'or, puis, en cas d'égalité, selon le nombre de médailles d'argent, et enfin selon le nombre de médailles de bronze. En cas d'égalité parfaite, la convention est de lister les pays par ordre alphabétique. 
- Pays organisateur

| Rang | Nation     | Or  | Argent | Bronze | Total |
| ---- | ---------- | --- | ------ | ------ | ----- |
| 1    | Mexique    | 121 | 105    | 81     | 307   |
| 2    | Brésil     | 92  | 55     | 33     | 180   |
| 3    | Argentine  | 62  | 48     | 47     | 157   |
| 4    | États-Unis | 24  | 27     | 19     | 70    |
| 5    | Cuba       | 18  | 19     | 7      | 44    |
| 6    | Uruguay    | 11  | 10     | 8      | 29    |
| 7    | Venezuela  | 9   | 10     | 11     | 30    |
| 8    | Porto Rico | 8   | 2      | 4      | 14    |
| 9    | Canada     | 4   | 3      | 3      | 10    |
| 10   | Chili      | 4   | 2      | 3      | 9     |
| 11   | Pérou      | 3   | 4      | 4      | 11    |
| 12   | Jamaïque   | 3   | 2      | 1      | 6     |
| 13   | Colombie   | 2   | 6      | 4      | 12    |
| 14   | Costa Rica | 1   | 1      | 1      | 3     |
| 15   | Salvador   | 1   | 1      | 0      | 2     |